# San Bartolomé (distrito)
O Distrito peruano de San Bartolomé é um dos trinta e dois distritos que formam a Província de Huarochirí, situada no Departamento de Lima, pertencente a Região Lima, na zona central do Peru.

## Transporte
O distrito de San Bartolomé não é servido pelo sistema de estradas terrestres do Peru.